# 下目黒 (葛飾北斎)
「下目黒」（しもめぐろ）は、葛飾北斎の名所浮世絵揃物『冨嶽三十六景』全46図中の1図。落款は「前北斎為一筆」とある。

## 概要
本作品の画題となっている下目黒は、東京都目黒区下目黒を指し、江戸時代は江戸幕府の御鷹場が置かれた、起伏に富んだ丘陵地であった。具体的な場所についてはそれを示唆する情報が描かれていないため不明となっているが、富士山との位置関係から、下目黒より碑文谷方向の風景を描いたものと推定される。稲刈りが終わった秋の季節、手に鷹を乗せた鷹匠の姿と近隣の農夫家族の姿が描かれており、のどかで牧歌的な農村風景が示されている。
日野原健司は、下目黒より少し東に下ったところに富士の眺望名所として知られる行人坂があり、斎藤月岑の『江戸名所図会』や歌川広重の『東都名所坂づくし』、二代目歌川広重、歌川国貞らによる『江戸自慢三十六景』など、浮世絵師らがこぞって絵画にした場所からあえて少し外した点に、北斎の天邪鬼な性格が垣間見られると指摘している。
作品としては農地の質感表現にあたって点描法が用いられており、意図的に黄色を多用することで画面全体を明るく見せることで太陽の光がふりそそぐさまを表現している。起伏の富んだ山合から遠慮がちに顔を覗かせる空と富士山の藍色が強烈に印象に残るよう描かれている。一方で、坂の表現が立体感に欠け、舞台の書割のようなのっぺりとした印象を与えるとの批判もある。